# Teatro Jamshed Bhabha
El Teatro Jamshed Bhabha es un teatro de 1.109 plazas, inaugurado el 24 de noviembre de 1999, en las instalaciones de la NCPA en el centro de la ciudad de Bombay (Mumbai) en el país asiático de la India. Esta instalación está equipada con tecnología de última generación puesta en escena e ingeniería. Se ha utilizado para albergar epopeyas indias y conciertos de música clásica para óperas y ballets occidentales.
Además de su auditorio principal visualmente impactante, cuenta con tres salas de conferencias, espacios con gran hall de entrada y un museo.